# Juri Nikolajewitsch Lochowinin
Juri Nikolajewitsch Lochowinin (russisch Юрий Николаевич Лоховинин; * 6. September 1924 in Wologda; † 12. April 1992 in St. Petersburg) war ein sowjetisch-russischer Bildhauer.

## Leben
Lochowinin war im Deutsch-Sowjetischen Krieg Infanterist der Roten Flotte (Nordflotte) und der Roten Armee.
Lochowinin studierte 1954–1958 in Leningrad am Repin-Institut für Malerei, Bildhauerei und Architektur (ISchSA) bei Michail Kersin. Darauf arbeitete er im Fortbildungsatelier der Akademie der Künste der UdSSR bei Nikolai Tomski mit Abschluss 1962.

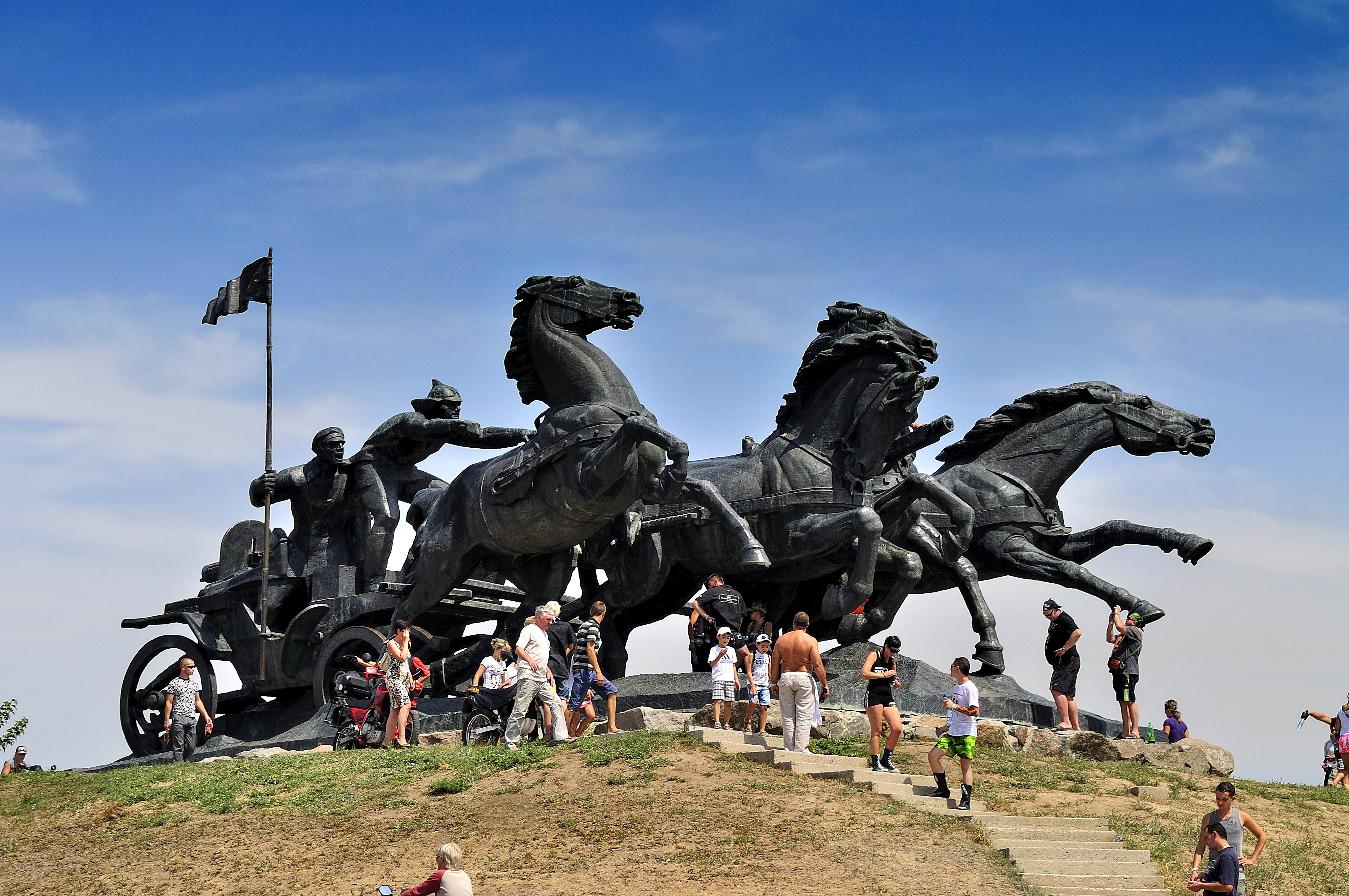
Legendäre Tatschanka

Lochowinin schuf Porträt-Skulpturen, Kompositionen und Denkmäler. Ein bekanntes Werk ist die Legendäre Tatschanka, die er zusammen mit Lew Artemjewitsch Rodionow und Leonid Michailjonok und dem Architekten O. Poltorazkyj schuf und die 1967 am 50. Jahrestag der Oktoberrevolution in Kachowka eingeweiht wurde.
1978 wurde Lochowinin zum Korrespondierenden Mitglied der Akademie der Künste der UdSSR gewählt.
Lochowinin war Mitglied der Union der Künstler der UdSSR und leitete 1979–1986 die Leningrader Union der Künstler.
Lochowinin schuf die Gedenkstätte für die sowjetischen Krieger, Partisanen und Geheimagenten in Tschernihiw, die am 8. Mai 1986 eröffnet wurde.
Lochowinin starb am 12. April 1992 in St. Petersburg und wurde auf dem Wolkowo-Friedhof an den Literatenbrücken begraben.

## Ehrungen, Preise
- Orden des Roten Sterns (1943)[2]
- Medaille „Für die Verteidigung des sowjetischen Polargebietes“ (1945)[2]
- Staatspreis der UdSSR im Bereich Literatur, Kunst und Architektur (1969 für das Autorenkollektiv) für die Legendäre Tatschanka[1]
- Verdienter Künstler der RSFSR (1975)[1]
- Orden des Vaterländischen Krieges I. Klasse (1985)[2]
- Orden des Roten Banners der Arbeit[1]